# Brachypodium retusum
Il paléo delle garighe (Brachypodium retusum Pers. & P.Beauv., 1812) è una specie di pianta spermatofita monocotiledone appartenente alla famiglia Poaceae (sottofamiglia Pooideae).

## Etimologia
Il nome generico (Brachypodium) deriva da due parole greche ("brachys" = breve e "podion" = piccolo piede) e fa riferimento ai pedicelli molto corti delle spighette. L'epiteto specifico (retusum) si riferisce all'apice dei lemmi arrotondati, smussati o dentellati a volte con un piccolo mucro.
Il binomio scientifico di questa pianta è stato proposto inizialmente botanico e micologo sudafricano Christian Hendrik Persoon (Stellenbosch, 1º febbraio 1761 – Parigi, 16 novembre 1836), perfezionato successivamente dal naturalista e botanico francese Ambroise Marie François Joseph Palisot de Beauvois (Arras, 27 luglio 1752 – Parigi, 21 gennaio 1820) nella pubblicazione "Essai d'une Nouvelle Agrostographie; ou Nouveaux Genres des Graminées; Avec Figures Représentant les Caractéres de tous le Genres. Imprimerie de Fain. Paris" del 1812.

## Descrizione

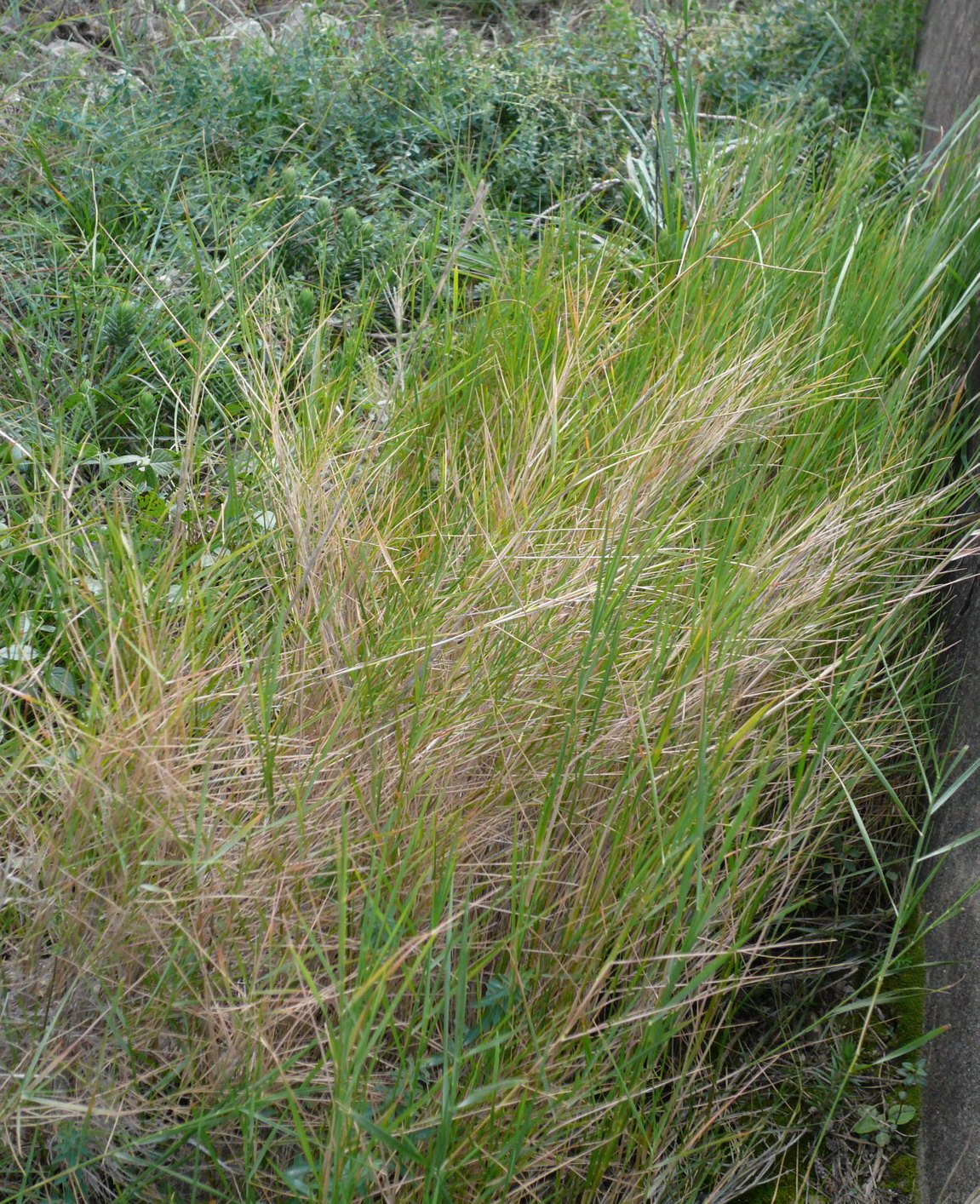
Il portamento

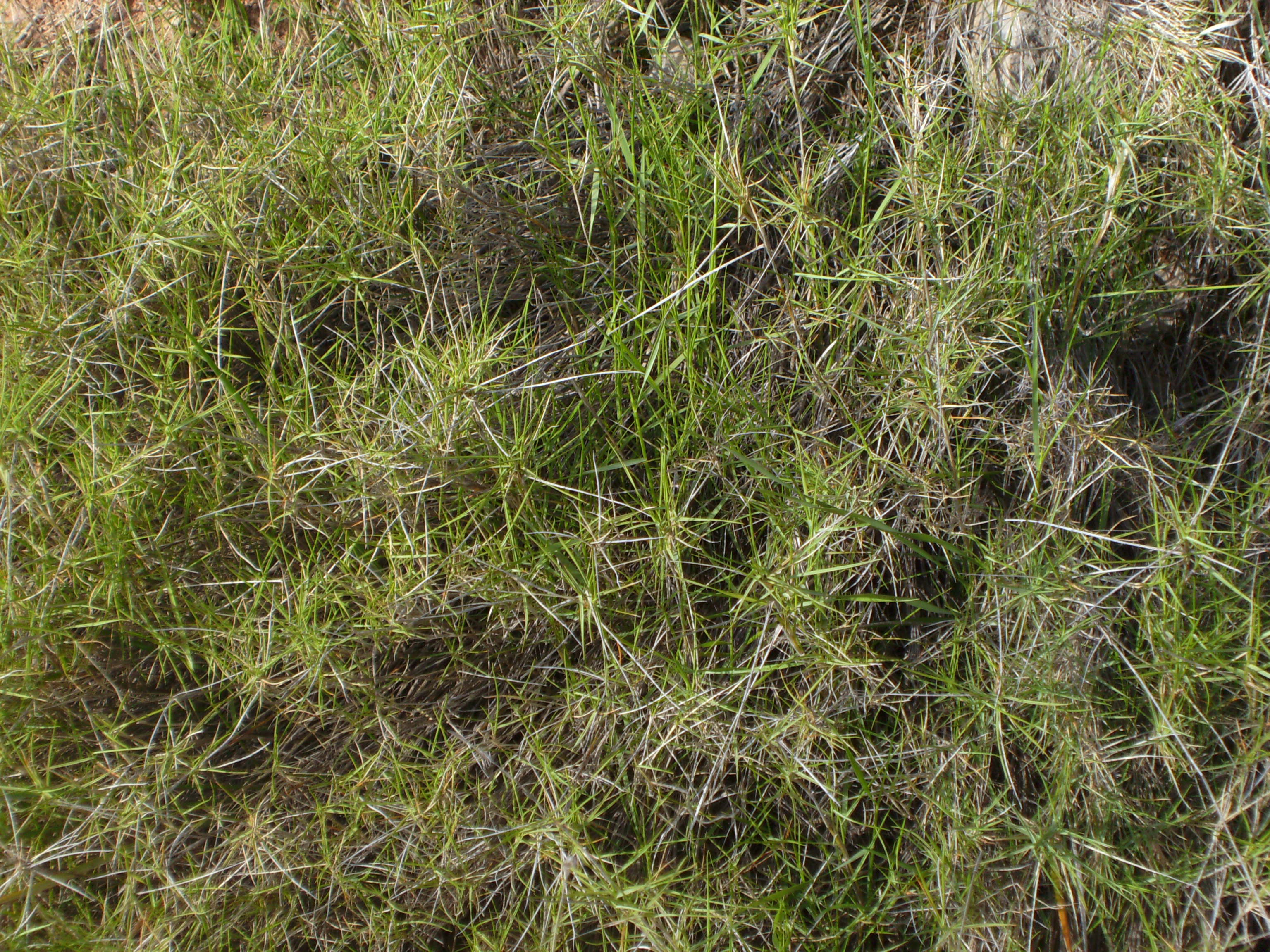
Le foglie

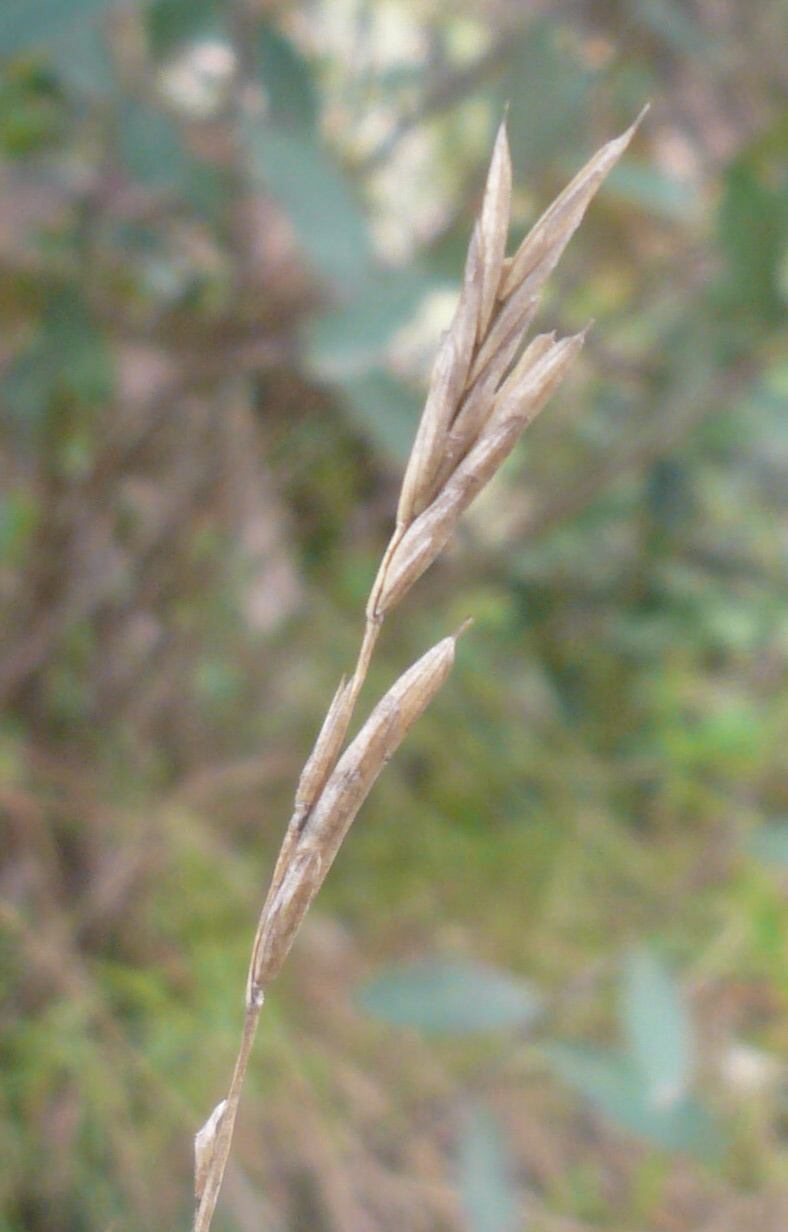
Infiorescenza

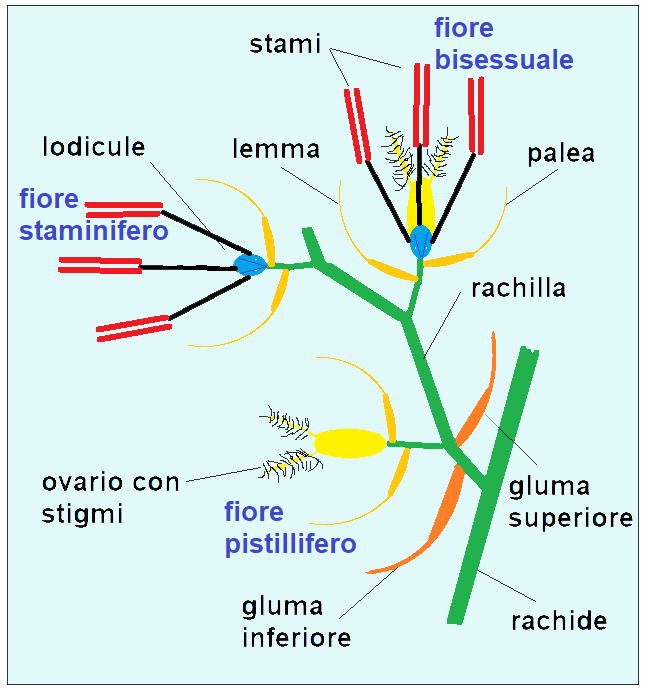
Spighetta generica con tre fiori diversi

Queste piante arrivano ad una altezza di 2 - 6 dm. La forma biologica è emicriptofita cespitosa (H caesp), sono piante erbacee, bienni o perenni, con gemme svernanti al livello del suolo e protette dalla lettiera o dalla neve e presentano ciuffi fitti di foglie che si dipartono dal suolo. Queste piante in genere formano dei popolamenti a tappeto con estensione fino a qualche metro.

### Radici
Le radici sono secondarie da rizoma (fascicolate). Il rizoma è stolonifero e lungamente strisciante; a volte può essere squamoso.

### Fusto
La parte aerea del fusto è un culmo eretto e ascendente o genicolato, glabro, liscio e nudo nella parte apicale. Lunghezza del fusto: 30 – 60 cm.

### Foglie
Le foglie lungo il culmo sono disposte in modo alterno, sono distiche e si originano dai vari nodi. Sono composte da una guaina, una ligula e una lamina. Le venature sono parallelinervie. Non sono presenti i pseudopiccioli e, nell'epidermide delle foglia, le papille.
- Guaina: la guaina è abbracciante il fusto e in genere è priva di auricole; le guaine sono glabre.
- Ligula: la ligula, membranosa, a volte cigliata, è tronca.
- Lamina: la lamina, rigida, glauca e glabra, è del tipo convoluto-giunchiforme; le foglie dei getti sterili sono patenti-subdistiche. In sezione in corrispondenza ai fasci principali tra l'epidermide superiore e quella inferiore sono presenti dei pilastri continui di sclerenchima; sulla pagina superiore sono presenti delle coste arrotondate (quelle maggiori in sezione sono semicircolari). Il colore inizialmente è verde pallido, poi con lo sviluppo della pianta le foglie diventano rosso-bruno. Dimensioni delle foglie: lunghezza 2 – 10 cm; larghezza 1 – 3 mm.

### Infiorescenza
Infiorescenza principale (sinfiorescenza o semplicemente spiga): le infiorescenze, composte da racemi, in genere non sono ramificate e sono formate da 1 - 4 spighette ed hanno la forma di una pannocchia un po' incurvata all'apice. La fillotassi dell'inflorescenza inizialmente è a due livelli, anche se le successive ramificazioni la fa apparire a spirale. Dimensione dell'infiorescenza: 4 – 10 cm.

### Spighetta
Infiorescenza secondaria (o spighetta): le spighette sessili o peduncolate, compresse lateralmente e con forme lanceolate o oblunghe, spesso incurvate a falce, sottese da due brattee distiche e strettamente sovrapposte chiamate glume (inferiore e superiore), sono formate da 9 - 11 (massimo 15) fiori. Possono essere presenti dei fiori sterili; in questo caso sono in posizione distale rispetto a quelli fertili. Alla base di ogni fiore sono presenti due brattee: la palea e il lemma. La disarticolazione avviene con la rottura della rachilla tra i fiori fertili o sopra le glume persistenti. Lunghezza delle spighette: 22 – 32 mm.
- Glume: le glume, con forme lanceolate o oblungo-lanceolate, sono più corte dei fiori ed hanno apici acuti o acuminati; hanno 5 - 7 venature longitudinali. Lunghezza della gluma superiore: 4 – 5 mm. Lunghezza della gluma inferiore: 6 – 7 mm.
- Palea: la palea è un profillo con due venature; può essere cigliata (presenta dei peli rigidi sul margine della metà superiore).
- Lemma: il lemma a volte è pubescente e con forme arrotondate nella parte prossimale; le sue vene non convergono verso l'apice, che è ottuso o acuto e ruvido. Alla fine del lemma è presente una resta.

### Fiore
I fiori fertili sono attinomorfi formati da 3 verticilli: perianzio ridotto, androceo  e gineceo.
- Formula fiorale:[8]

*, P 2, A (1-)3(-6), G (2–3) supero, cariosside.
- Il perianzio è ridotto e formato da due lodicule, delle squame traslucide, poco visibili (forse relitto di un verticillo di 3 sepali). Le lodicule sono membranose e non vascolarizzate.
- L'androceo è composto da 3 stami ognuno con un breve filamento libero, una antera sagittata e due teche. Le antere sono basifisse con deiscenza laterale. Il polline è monoporato. Le antere sono gialle grandi 1 x 5 mm.
- Il gineceo è composto da 3-(2) carpelli connati formanti un ovario supero. L'ovario, pubescente all'apice, ha un solo loculo con un solo ovulo subapicale (o quasi basale). L'ovulo è anfitropo e semianatropo e tenuinucellato o crassinucellato. Lo stilo, breve, è unico con due stigmi papillosi e distinti.
- Fioritura: da maggio a luglio (agosto).

### Frutti
I frutti sono del tipo cariosside, ossia sono dei piccoli chicchi indeiscenti, con forme ovoidali, nei quali il pericarpo è formato da una sottile parete che circonda il singolo seme. In particolare il pericarpo è fuso al seme ed è aderente. L'endocarpo non è indurito e l'ilo è lungo e lineare. L'embrione è piccolo e provvisto di epiblasto ha un solo cotiledone altamente modificato (scutello senza fessura) in posizione laterale. I margini embrionali della foglia non si sovrappongono.

## Biologia
Come gran parte delle Poaceae, le specie di questo genere si riproducono per impollinazione anemogama. Gli stigmi più o meno piumosi sono una caratteristica importante per catturare meglio il polline aereo.
La dispersione dei semi avviene inizialmente a opera del vento (dispersione anemocora) e una volta giunti a terra grazie all'azione di insetti come le formiche (mirmecoria).

## Distribuzione e habitat

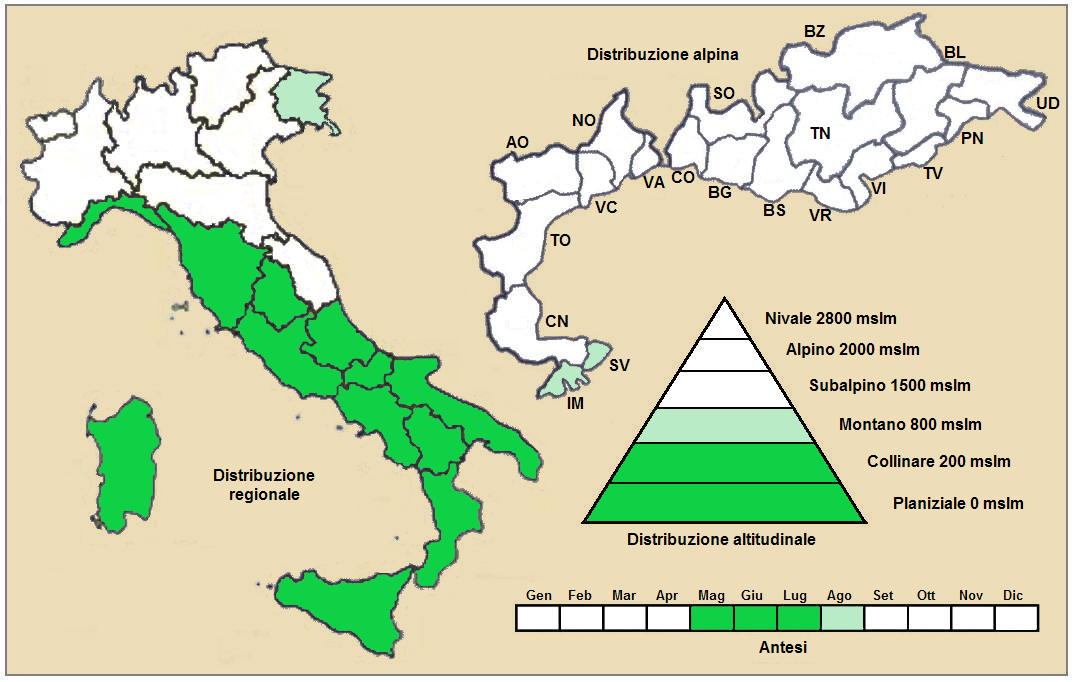
Distribuzione della pianta
(Distribuzione regionale – Distribuzione alpina)

- Geoelemento: il tipo corologico (area di origine) è Steno-Mediterraneo Occidentale.
- Distribuzione: in Italia è una specie comune e si trova soprattutto nell'areale tirrenico. Nelle Alpi è presente all'estremo occidentale (Liguria). Fuori dall'Italia, sempre nelle Alpi, questa specie si trova in Francia (dipartimenti di Alpes-de-Haute-Provence e Drôme). Sugli altri rilievi europei collegati alle Alpi si trova nei Pirenei e nelle Alpi Dinariche.[15] Nel resto dell'Europa e dell'areale del Mediterraneo questa specie si trova nell'Europa mediterranea, in Anatolia, in Siria e in Africa (settentrionale-mediterranea)[16] Le piante di questa specie sono distribuite anche in Asia temperata (Asia occidentale e Arabia).[13]
- Habitat: gli habitat tipici per questa pianta sono le garighe, le macchie degradate, i muri e i ripari sotto le rocce. Il substrato preferito è calcareo con pH basico, bassi valori nutrizionali del terreno che deve essere arido.[15]
- Distribuzione altitudinale: sui rilievi queste piante si possono trovare fino a 600 m s.l.m.; frequentano quindi i seguenti piani vegetazionali: collinare e in parte quello montano (oltre a quello planiziale – a livello del mare).

### Fitosociologia

#### Areale alpino
Dal punto di vista fitosociologico alpino Brachypodium retusum appartiene alla seguente comunità vegetale:
- Formazione: delle comunità a emicriptofite e camefite delle praterie rase magre secche
  - Classe: Lygeo-Stipetea

#### Areale italiano
Per l'areale completo italiano Brachypodium retusum appartiene alla seguente comunità vegetale:
- Macrotipologia: vegetazione erbacea sinantropica, ruderale e megaforbieti
  - Classe: Artemisietea vulgaris Lohmeyer, Preising & Tüxen ex Von Rochow, 1951
    - Ordine: Brachypodio ramosi-Dactyletalia hispanicae Biondi, Filigheddu & Farris, 2001
      - Alleanza: Thero-Brachypodion ramosi Br.-Bl., 1925

Descrizione. L'alleanza Thero-Brachypodion ramosi è relativa alle comunità perenni, xerofitiche che si sviluppano in climi aridi e sottili spessore del suolo; in particolare si sviluppano nelle radure delle comunità arbustive, delle garighe o di praterie più mature. La distribuzione delle specie di questa alleanza è soprattutto nei territori del Mediterraneo occidentale (Penisola Iberica, Francia meridionale, Italia meridionale, Sicilia, Sardegna, Malta, Grecia, Creta e Tunisia). Questa cenosi si appoggia su differenti tipi di substrato, principalmente in habitat rocciosi, con substrati incoerenti. I piani bioclimatici interessati sono: da quello termomediterraneo a quello supramediterraneo.
Specie presenti nell'associazione: Dactylis hispanica, Asphodelus ramosus, Anthyllis vulneraria, Carlina corymbosa, Sedum sediforme, Reichardia picroides, Phlomis lychnitis e Avenula bromoides.
Altre alleanze per questa specie sono:
- Hyparrhenion hirtae

## Tassonomia
La famiglia delle Poacee comprende circa 800 generi e oltre 9.000 specie. È una delle famiglie più numerose e più importanti del gruppo delle monocotiledoni. La famiglia è suddivisa in 12 sottofamiglie, il genere Brachypodium fa parte della sottofamiglia Pooideae e raccoglie una ventina di specie distribuite nelle zone temperate in tutto il mondo.
Il basionimo per questa specie è: Bromus retusus Pers., 1805.

### Filogenesi
La tribù Brachypodieae fa parte della supertribù Stipodae L. Liu, 1980. La supertribù Stipodae (formata dalle tribù Ampelodesmeae, Stipeae, Brachypodieae e Diarrheneae) è il quarto nodo della sottofamiglia Pooideae ad essersi evoluto (gli altri tre precedenti sono la tribù Brachyelytreae, e le supertribù Nardodae e Melicodae). All'interno della supertribù, la tribù Brachypodieae è stata la più recente ad evolversi.
Il genere presenta la seguente sinapomorfia: le celle sussidiarie degli stomi sono parallele.
Alcuni studi di tipo filogenetico (analisi molecolari sul DNA - due geni di plastidi e cinque geni nucleari) indicano che la specie di questa voce potrebbe essere vicina evolutivamente alla specie Brachypodium pinnatum oltre che morfologicamente.
Il numero cromosomico di B. retusum è: 2n = 28,31,32,36,40.

### Sinonimi
Questa entità ha avuto nel tempo diverse nomenclature. L'elenco seguente indica alcuni tra i sinonimi più frequenti:
- Brachypodium allionii C.Presl
- Brachypodium bofillii Sennen
- Brachypodium boissieri Nyman
- Brachypodium boissieri f. aristatum H.Lindb.
- Brachypodium caespitosum (Desf.) C.Presl
- Brachypodium capillifolium Sennen
- Brachypodium hostii Link
- Brachypodium mucronatum Willk.
- Brachypodium obtusifolium Link
- Brachypodium phoenicoides var. bracteolatum Guss.
- Brachypodium phoenicoides var. mucronatum (Willk.) Henriq.
- Brachypodium pinnatum var. mucronatum (Willk.) Pérez Lara
- Brachypodium pinnatum var. ramosum (Roem. & Schult.) Fiori
- Brachypodium plukenetii (All.) C.Presl
- Brachypodium ramosum Roem. & Schult.
- Brachypodium ramosum subsp. boissieri (Nyman) Nyman
- Brachypodium ramosum var. boissieri (Nyman) Nyman
- Brachypodium ramosum subsp. boissieri (Boiss.) St.-Yves
- Brachypodium ramosum f. capillaceum Maire
- Brachypodium ramosum f. plukenetii (All.) Hayek
- Brachypodium ramosum var. plukenetii (All.) Asch. & Graebn.
- Brachypodium ramosum var. roemeri St.-Yves
- Brachypodium ramosum var. scabriculme Maire
- Brachypodium ramosum var. scoparium Sennen
- Brachypodium wilsonis Sennen ex St.-Yves
- Bromus pluckenetii All.
- Bromus retusus Pers.
- Festuca caespitosa Desf.
- Festuca obtusifolia Lag. ex Link
- Festuca ramosa (Roem. & Schult.) Roth
- Triticum caespitosum (Desf.) DC.
- Triticum obtusifolium (Link) Boiss.